# Henry Bellmon
Henry Bellmon (Tonkawa, 1921. szeptember 3. – Enid, 2009. szeptember 29.) az Amerikai Egyesült Államok szenátora (Oklahoma, 1969–1981).